# Tropan
Tropan ist eine bicyclische organische Verbindung.  Das Grundgerüst der Verbindung ist in Stoffklassen wie den Tropanolen oder Tropan-Alkaloiden enthalten, die als Medikamente und Giftstoffe von Bedeutung sind. Der Name leitet sich vom Atropin ab, in dessen Molekül es als Strukturelement enthalten ist.

## Darstellung und Gewinnung
Eine von Robinson und Schöpf schon 1935 beschriebene Synthese startet mit einer Mannich-Reaktion von Succinaldehyd und Methylamin mit Acetondicarbonsäuredimethylester. Dabei wird die Tropangrundstruktur schon gebildet. Die Entfernung der Carbonsäureestersubstitution erfolgt durch eine saure Esterspaltung und anschließende thermische Decarboxylierung. Die Zielverbindung erhält man aus dem erhaltenen Tropinon durch Reduktion  mittels Hydrazin oder Hydrierung über Platin(IV)-oxid.

## Grundgerüst

Tropan-Grundgerüst (Nortropan, Mitte) im Vergleich zu Pyrrolidin (links) und Piperidin (rechts).

Das Grundgerüst des Tropans ist ein heterocyclisches Ringsystem, bei welchem das C-1 und das C-5 Atom eines Piperidin-Ringes durch eine Ethylen-Gruppe miteinander verbunden sind. Das Ringsystem lässt sich auch als Pyrrolidin-Ring interpretieren, bei welchem die Kohlenstoffatome 1 und 4 durch eine Propylen-Gruppe miteinander verbunden sind. Weiterhin weist Tropan am Stickstoff (Position 8) eine Methylgruppe auf. Fehlt die Methylgruppe, spricht man vom Nortropan.